# دورانگو (شهر)
دورانگو (به اسپانیایی: Durango, Durango) از شهرهای کشور مکزیک است که در ایالت دورانگو قرار دارد و جمعیت آن طبق سرشماری سال ۲۰۱۰ میلادی ۶۳۱٬۷۱۲ نفر بوده‌است.